# Lány (Boêmia Central)
Lány é uma comunas checa localizada na região da Boêmia Central, distrito de Kladno.
O castelo de Lány foi mencionado pela primeira vez em 1392. Mudou de proprietários muitas vezes e sofreu uma grande reconstrução entre 1902 e 1903. Em 1921, foi comprada pelo Estado checoslovaco e designada como residência presidencial oficial de verão. O arquiteto esloveno Jože Plečnik foi encarregado de fazer melhorias tanto para o castelo como para o parque adjacente. T. G. Masaryk, o primeiro Presidente, gostou do castelo e foi autorizado a permanecer lá após a sua abdicação em 1935 até à sua morte em 1937. A partir de 1921 serviu como sua residência de verão favorável.